# Goodwood Revival

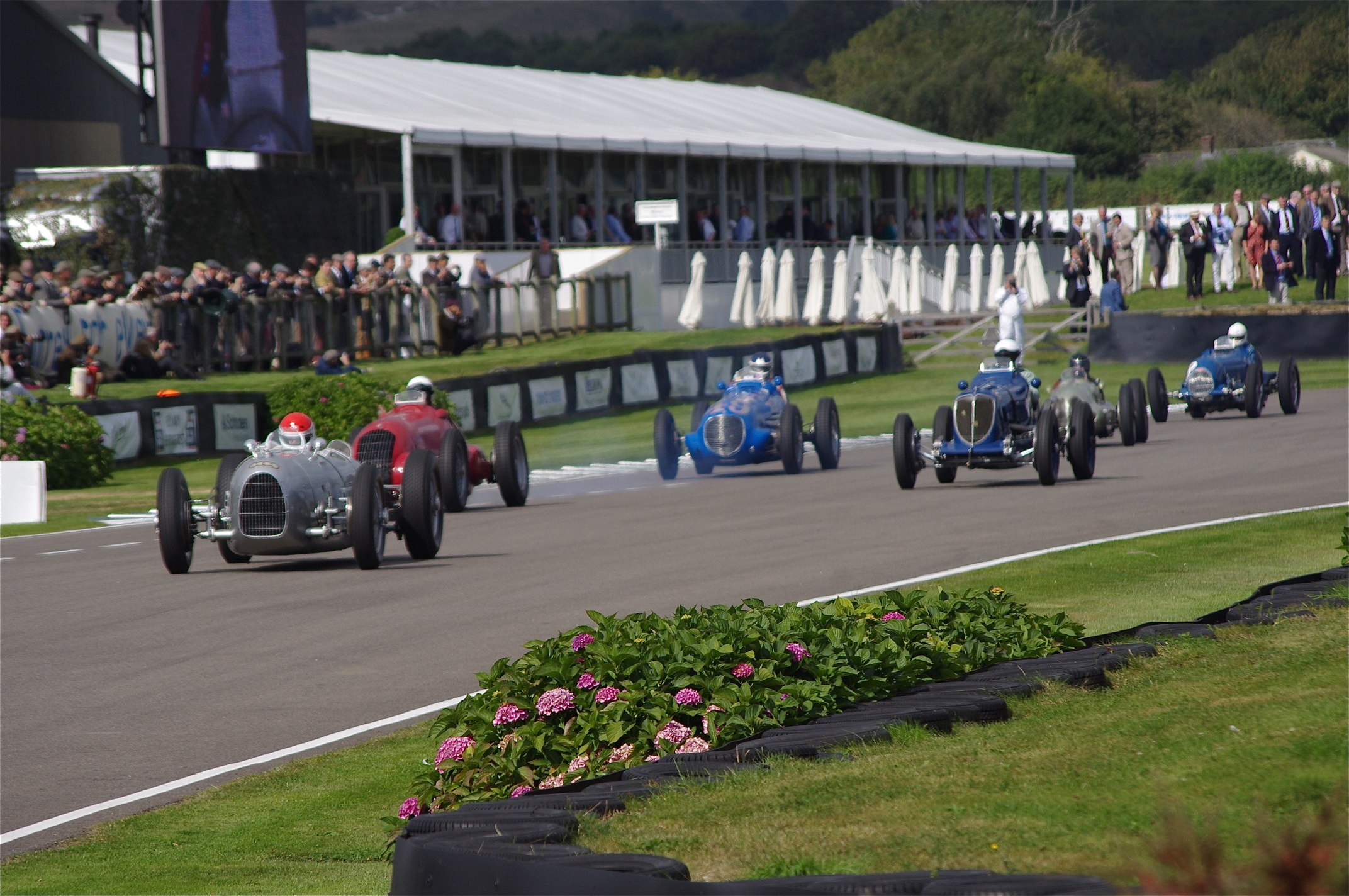
Goodwood Revival nel 2012

Il Goodwood Revival è un festival di tre giorni che si tiene ogni settembre sul circuito di Goodwood dal 1998 per le auto e motociclette da corsa che gareggiarono durante il periodo di attività del circuito 1948-1966.

## Storia
Il primo Revival ebbe luogo 50 anni dopo che il nono duca di Richmond e Gordon aprirono la pista automobilistica nel 1948, guidando intorno al circuito in una Bristol 400, l’allora berlina sportiva all'avanguardia della Gran Bretagna. Molte persone vestono con abiti d'epoca. È uno degli incontri automobilistici più famosi al mondo ed è l'unico evento del Regno Unito che ricrea l'era del motorsport degli anni '50 e '60.
C'è stata una certa opposizione alla reintroduzione delle corse sul circuito, ma una lobby numericamente forte sotto forma di Goodwood Supporters Association ha aiutato infine per ottenere l'approvazione.
Il festival è una vetrina per eccezionali corse ruota a ruota attorno a un circuito classico, intoccato dagli sviluppi più moderni, e rivive i giorni di gloria del circuito di Goodwood, il quale si è classificato al fianco di circuito di Silverstone come sede di corse leader della Gran Bretagna durante i suoi anni attivi. Tra il 1948 e il 1966 Goodwood ha ospitato corse contemporanee di ogni tipo, tra cui la Formula 1, la gara delle Nove Ore di Goodwood e la corsa di auto sportive Tourist Trophy. 

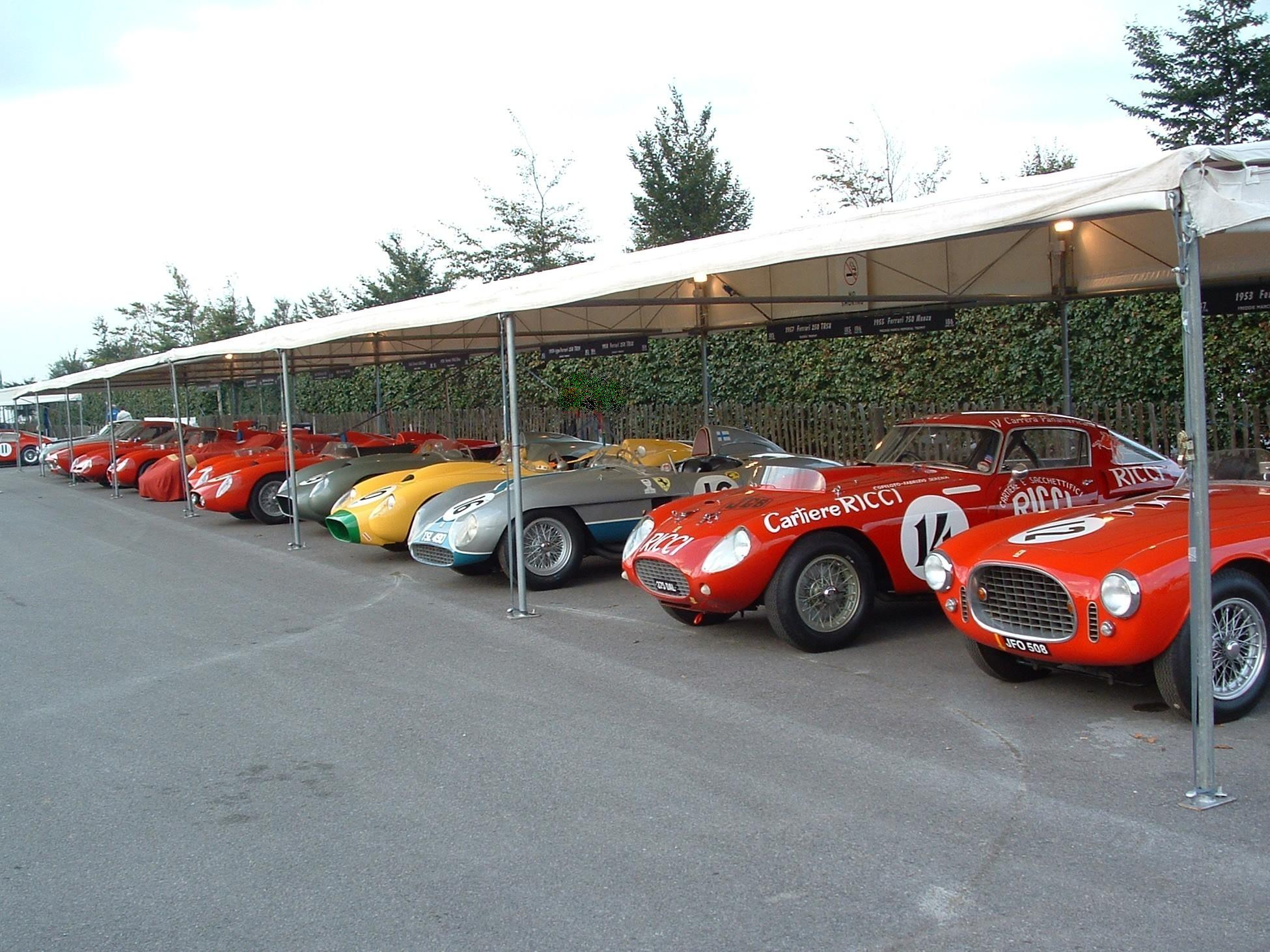
Paddock Ferrari nel 2004

Il festival comprende vetture Grand Prix degli anni '50 e '60, auto sportive e GT, nonché berline storiche e auto da Formula Juniors poco viste. Molte di queste importanti auto da corsa storiche sono guidate da nomi famosi del passato e del presente degli sport motoristici. I piloti famosi che hanno preso parte includono Sir Stirling Moss, John Surtees, Kenny Bräck, Sir Jack Brabham, Phil Hill, Derek Bell, David Coulthard, Damon Hill, Gerhard Berger, Martin Brundle, Bobby Rahal, Johnny Herbert, Wayne Gardner, Giacomo Agostini, Jean Alesi, Barry Sheene e Peter Brock, così come celebrità come Chris Rea e Rowan Atkinson (Mr. Bean) nel 2009. C'è una corsa in auto a pedali per ragazzi chiamata Settrington Cup, con Auto a pedali Austin J40.
A parte l'inclusione di una chicane sul rettilineo di partenza/arrivo, il circuito restaurato è rimasto invariato dal suo massimo splendore e molti visitatori indossano abiti d'epoca adeguati. Non sono ammessi veicoli moderni all'interno del perimetro del circuito per tutto il fine settimana, ad eccezione dei moderni veicoli antincendio e di soccorso. Ci sono anche scenografie teatrali che riportano in vita il passato, così come molti aerei storici.